# Peromyscus pectoralis
Peromyscus pectoralis és una espècie de mamífer rosegador de la família dels cricètids. Viu a Mèxic i els Estats Units. S'alimenta de llavors, glans i insectes. Ocupa una gran varietat d'hàbitats àrids o una mica humits. És una espècie en risc mínim, és a dir, no sembla que hi hagi cap amenaça significativa per a la seva supervivència. El seu nom específic, pectoralis, significa ‘pectoral’ en llatí.